# Embalse de Almodóvar
El embalse de Almodóvar es un embalse que pertenece a la Cuenca hidrográfica Guadalete-Barbate, se encuentra situado en el término municipal de Tarifa (Cádiz), y abastece al río homónimo.
Se construyó en 1972, su superficie es de 72 ha y tiene una capacidad de 6 hm³.
Está situado en pleno parque natural de Los Alcornocales, en un enclave alejado de cualquier núcleo urbano, por lo que ofrece al visitante una gran tranquilidad.
Se accede a través de carretera secundaria desde la localidad de Facinas.